# Víktor Markin
Víktor Fiódorovich Markin (23 de febrero de 1957 en Oktyabrsky, Óblast de Novosibirsk, Rusia) es un atleta ruso retirado que compitió por la Unión Soviética y ganó dos medallas de oro en los Juegos Olímpicos de Moscú 1980, en 400 metros lisos y relevos 4 × 400 metros.
Tras acabar sus estudios de secundaria acudió a Novosibirsk para estudiar pediatría en la Facultad de Medicina. Allí comenzó a destacar como atleta, a la edad de 19 años y bajo las órdenes del entrenador Aleksandr Bujasheyev.
Antes de los Juegos Olímpicos de Moscú 1980 era prácticamente un desconocido a nivel internacional. Poco antes de los Juegos había hecho en Moscú su mejor marca personal con 45,34 segundos. En la final olímpica, celebrada el 30 de julio en el Estadio Lenin, Markin hizo un excelente carrera, remontando desde la quinta posición que ocupaba a mitad de la prueba para acabar imponiéndose en los últimos metros, con un sensacional registro de 44,60s que era un nuevo récord de Europa y la mejor marca mundial de la temporada. La medalla de plata fue para el australiano Richard Mitchell (44,84 s) y el bronce para el alemán oriental Frank Schaffer (44,87 s), mientras que el campeón olímpico en Montreal 76, el cubano Alberto Juantorena, solo pudo acabar cuarto (45,09 s).
Markin ganaría su segunda medalla de oro como último relevista del equipo soviético de relevos 4 × 400 metros, junto a Remigius Valiulis, Mijaíl Linge y Nikolái Chernetski, que ganaron la prueba con 3:01,1 por delante de Alemania Oriental e Italia.
Tras los Juegos estuvo un tiempo alejado de las pistas para completar sus estudios de medicina. Regresó en 1982 y ganó dos medallas de bronce (400 m y relevos 4 × 400 m) en los Campeonatos de Europa de Atenas de ese año.
Al año siguiente participó en los Campeonatos del Mundo de Helsinki 1983. En la prueba individual fue eliminado en las semifinales, pero en los relevos 4 × 400 metros los soviéticos conquistaron la medalla de oro con 3:00,79 por delante de Alemania Occidental y Gran Bretaña. El equipo lo formaban esta vez Serguéi Lovachov, Aleksandr Troshchilo, Nikolái Chernetski y el propio Markin.
Se retiró del atletismo en 1984 tras no poder participar en los  Juegos Olímpicos de Los Ángeles debido al boicot de su país a esta cita.
| Predecesor: Alberto Juantorena | Campeón Olímpico de 400 metros Moscú 1980 | Sucesor: Alonzo Babers |

- Datos: Q503044